# Liste spanischer Komponisten klassischer Musik
Dieser Artikel listet bekannte spanische Komponisten klassischer Musik auf.

## A
- Bernardo Adam Ferrero (1942–2022)
- José Alama Gil (* 1952)
- Isaac Albéniz (1860–1909)
- Mateo Albéniz (1755–1831)
- José Albero Francés (* 1933)
- Maria de Alvear (* 1960)
- Juan Crisóstomo de Arriaga (1806–1826)
- Emilio Arrieta (1823–1894)
- Vicent Asencio i Ruano (1908–1979)
- Miguel Asins Arbo (1916–1996)

## B
- Gonzalo Barrachina Sellés (1869–1916)
- Gonzalo Barrera Sellés
- Manuel Berná García (1915–2011)
- Tomás Aragüés Bernard (* 1935)
- Agustin Bertomeu (* 1929)
- Luis Blanes (1929–2009)
- Amando Blanquer Ponsoda (1935–2005)
- Salvador Brotons i Soler (* 1959)

## C
- Juan Cabanilles (1644–1712)
- Conrado del Campo (1878–1953)
- César Cano (* 1960)
- Manuel Carrascosa García (1911–1997)
- José María Cervera Lloret (1910–2002)
- Gaspar Cassadó (1897–1966)
- Pau Casals (auch Pablo Casals; 1876–1973)
- Ruperto Chapí y Lorente (1851–1909)
- Salvador Chulià Hernàndez (* 1944)
- Javier Costa Císcar (* 1958)
- Carlos Cruz de Castro (* 1941)
- Francisco Cuesta Gómez (1890–1921)
- Vicenç Cuyàs (1816–1839)

## D
- Javier Dárias (* 1946)
- Ricardo Dorado Janeiro (1907–1988)

## F
- Manuel de Falla (1876–1946)
- Josep Fayos Pascual (1871–1931)
- Mateu Fletxa el Jove (auch Mateo Flecha el Joven; 1530–1604)
- Mateu Fletxa el Vell (auch Mateo Flecha el Viejo; 1481–1553)

## G
- Irene Galindo Quero (* 1985)
- Andrés Gaos (1874–1959)
- Jorge García del Valle Méndez (* 1966)
- Robert Gerhard (1896–1970)
- Rafael Giner Estruch (1912–1997)
- Salvador Giner i Vidal (1832–1911)
- Enrique Granados (1867–1916)
- Giovanni Battista Granata (um 1622 – 1687)
- Francisco Grau Vegara (1947–2019)
- Francisco Guerau (1649–1722)

## H
- Cristóbal Halffter (1930–2021)
- Ernesto Halffter (1905–1989)
- Rodolfo Halffter Escriche (1900–1987)
- Manuel Hidalgo (* 1956)
- Alberto Hortigüela (* 1969)

## I
- Josep Manuel Izquierdo Romeu (1890–1951)

## L
- Ricard Lamote de Grignon i Ribas (1899–1962)
- Antonio de Literes (1673–1747)
- Eduard López-Chávarri i Marco (1871–1970)
- José Manuel López López (* 1956)

## M
- Leopold Magenti i Chelvi (1894–1969)
- Joan Manén i Planas (1883–1971)
- Juan Vicente Mas Quiles (1921–2021)
- Marc Migó (* 1993)
- Luis de Milán (um 1500 – um 1561)
- Cristóbal de Morales (um 1500 – 1553)
- Josep Moreno i Gans (1897–1976)
- Eduardo Montesinos Comas (* 1945)
- Enric Morera (1865–1942)
- Santiago de Murcia (um 1682 – um 1732)
- José Angel Murillo Arce (* 1961)

## O
- Ricardo Olmos Canet (1905–1986)
- Diego Ortiz (1510/25 – um 1570)

## P
- Manuel Palau Boix (1893–1967)
- Ramón Pastor Gimeno (* 1956)
- Felip Pedrell (1841–1922)
- Manuel Penella Moreno (1880–1939)
- Manuel Penella Raga (1847–1909)
- Arrelio Pérez Perelló (1928–2005)
- Juan Pérez Ribes (* 1931)
- Juan Pons Server (* 1941)

## R
- Lucas Ruiz de Ribayaz (1630–1672)
- Joaquín Rodrigo (1901–1999)

## S
- Matilde Salvador i Segarra (1918–2007)
- Luis Sánchez Fernández (1907–1957)
- José María Sánchez Verdú (* 1968)
- Vicente Sanchís Sanz (* 1939)
- Antonio Sanfélix Porta
- Gaspar Sanz (1640 – um 1710)
- Enrique Sanz Burguet
- Pablo de Sarasate (1844–1908)
- Bartolomeo de Selma y Salaverde (um 1595 – nach 1638)
- Antonio Sendra Cebolla (* 1949)
- Josep Serrano i Simeón (1873–1941)
- Antonio Soler (1729–1783)
- Fernando Sor (1778–1839)
- Pere Sosa López (1887–1953)
- Carles Suriñach i Wrokona (1915–1997)

## T
- Rafael Talens Pelló (1933–2012)
- Francesc Tamarit Fayos (* 1941)
- Francisco Tárrega (1852–1909)
- José de Torres (1670–1738)
- Joaquín Turina (1882–1949)

## V
- Francesc Valls (auch Francisco Valls) (1665/71 – 1747)
- Tomás Luis de Victoria (um 1548 – 1611)
- Lluís Vidal (* 1954)
- Miguel Villar González (1913–1996)
- José Viñas (1823–1888)
- Sebastián de Vivanco (um 1550 – 1622)

## Z
- Francisco Zacarés Fort (* 1962)